# Казе дел Боско (Кунео)
Казе дел Боско је насеље у Италији у округу Кунео, региону Пијемонт.
Према процени из 2011. у насељу је живело 94 становника. Насеље се налази на надморској висини од 272 м.